# Finlaysonia
Finlaysonia là chi thực vật có hoa trong họ Apocynaceae.

## Các loài
- Finlaysonia curtisii
- Finlaysonia insularum
- Finlaysonia khasiana
- Finlaysonia lanuginosa
- Finlaysonia obovata (đồng nghĩa: F. maritima)
- Finlaysonia pierrei
- Finlaysonia wallichii